# Platja Fonda (Begur)
La platja Fonda és una platja del municipi de Begur (Baix Empordà), situada al nord de Fornells, encaixada enmig del rocallós tram de costa corresponent a les muntanyes de Begur. Es troba en un entorn semi-natural i residencial i limita a nord i a sud amb roquissars i penya-segats. L'accés a la platja és per una llarga escalinata. Té una longitud de 170 metres i una amplada mitjana d'uns 18 metres. Està formada per sorra gruixuda de color fosc. El pendent d'entrada al mar és força pronunciat. El grau d'ocupació de la platja a l'estiu és alt. La qualitat sanitària de l'aigua és excel·lent.